# 村井満寿
村井 満寿（むらい ます、1899年〈明治32年〉10月13日 - 1988年〈昭和63年〉9月7日）は、日本のアルト歌手。北海道札幌市の札幌市時計台を題材とした楽曲「時計台の鐘」の歌い手として知られる。同曲の作曲者である高階哲夫は1人目の夫。2人目の夫はバリトン歌手にして日本初の腹話術師でもある澄川久（本名：村井武雄）であり、後夫との子にクラリネット奏者の村井祐児がいる。納豆の研究で知られる農学者の半澤洵は母方の叔父にあたる。

## 経歴
北海道札幌区（後の札幌市）で誕生した。旧姓は相沢。幼少時に、教会の宣教師の賛美歌に感銘を受けて、音楽の道を志した。また自宅の窓からは時計台が針まではっきりと見え、時計台に馴染んで少女期を送った。

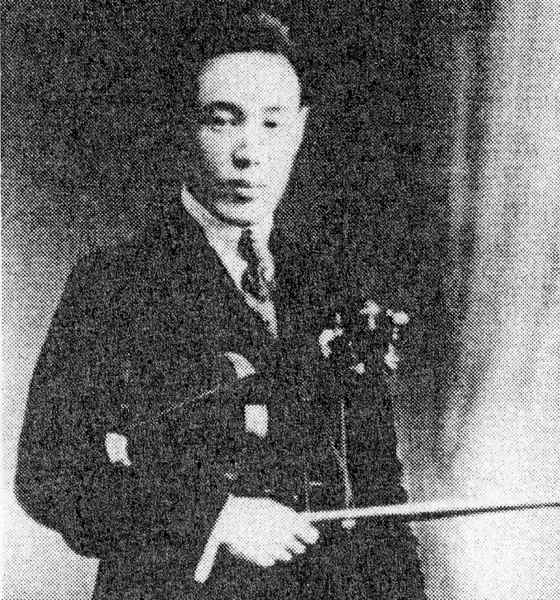
高階哲夫

北海道庁立札幌高等女学校（後の北海道札幌北高等学校）を経て上京し、東京音楽学校（後の東京芸術大学音楽学部）本科を1920年（大正9年）に卒業。同校出身の高階哲夫と共に、「相澤満寿子」の名で北海道内の演奏会に参加した後、同校研究科を1922年（大正11年）に修了した。
同1922年、高階哲夫と結婚した。高階は若手ヴァイオリニストの第一人者であり、2人の演奏会には多くの客が訪れた。
高階が札幌の街で受けた印象をもとに楽曲「時計台の鐘」を作曲すると、満寿もその伴奏部分を手伝い、夫妻で意見を交換しつつ曲を仕上げていった。1924年（大正13年）に大阪で、高階と共に「時計台の鐘」を初披露した。
1928年（昭和3年）には、満寿の歌う「時計台の鐘」が、NHK各局で放送され始めた。満寿以外の歌手が歌う機会も増えた。やがてレコード発売の話が持ち上がり、高階がこの曲を発案してから8年を経て、「時計台の鐘」のレコードが、「高階ます子」名義で発売された。
1931年（昭和6年）に高階と離婚し、1933年（昭和8年）に澄川久と再婚した。
戦中の1945年（昭和20年）5月、東京の自宅を空襲で失い、実家を頼って札幌へ帰郷した。それに先駆けて、戦中の1942年（昭和17年）6月に、音楽雑誌『国民の音楽』で「時計台の鐘」が取り上げられたことで。レコード発売から10年以上を経て、札幌のあちこちで「時計台の鐘」が流れており、満寿が驚くという一幕もあった。
1949年（昭和24年）に北海道大学助教授、1957年（昭和32年）に北海道学芸大学（後の北海道教育大学）札幌分校教授を歴任し、北海道栄養短期大学の教授も務めた。また北海道高等盲学校へはピアノを寄贈し、北海道大学医学部の看護学校や助産婦学校で講師を務めるなど、次世代を担う若者たちのため、多方面で教育に携わった。
晩年は「お金にあまり興味が無い」といって、後述の受賞による賞金も、今まで世話になった学校などに寄付し、慎ましく過ごした。息子たちが東京に移り住んだ後も、札幌に愛着を抱き、札幌で余生を送った。1988年（昭和63年）9月7日、東京都多摩市の日本医大永山病院で、心不全のため88歳で死去した。

## 人物
高階哲夫との離婚を経て、戦後に「時計台の鐘」が有名になったことで、前夫である高階の作った歌を数多く歌う機会があったが、このことについて実妹は「皮肉なこと」「割りきって歌ったと思う」と語っていた。一方で高階と満寿の間の1人娘である高階由美（椙山女学園大名誉教授）によれば、満寿に先立って高階が1945年（昭和20年）に死去したとき、満寿は「離婚は女性として、一番悲しいこと」と嘆いていたといい、「いつまでも父が大好きだったに違いない。父を恨みながらも最後まで『時計台の鐘』を歌い、この歌から終生離れることが出来なかった。そういう女性だったんです」と語っている。

## 受賞歴
- 1963年（昭和38年） - 北海道文化賞[27][28]
- 1982年（昭和57年） - 北海道開発功労賞（音楽教育の推進と芸術文化の振興の功績による）[13][29]
- 1985年（昭和60年） - 地域文化功労者表彰[30]